# Cà Mau (provincie)
Cà Mau is een provincie van Vietnam. Het ligt aan de kust, aan het meest zuidelijke punt van het land. In het noorden grenst het aan Kiên Giang, in het oosten aan Bac Lieu en aan de Zuid-Chinese Zee en in het westen aan de Zuid-Chinese zee en aan de Golf van Thailand.

## Aardrijkskunde
De totale oppervlakte is 5211 km², waarvan 100 600 ha bebost is en 130 513 ha rijsvelden. De kusten van de provincie bestaan uit 145 km aan de Golf van Thailand en uit 104 km aan de Zuid-Chinese Zee.

### Rivieren
De belangrijkste waterlopen zijn:
- de Bay Hap (sông Bảy Háp), mondt uit in de zee in het westen en is meer dan 50 km lang
- de Cua Lon (sông Cửa Lớn), 58 km lang
- de Ong Doc (sông Ông Đốc), meer dan 60 km lang
- de Cau Tau (sông Cái Tàu), 43 km lang
- de Trem (sông Trẹm), uit de Cai Tau en mondt uit in de provincie Kien Giang, 36 km lang
- de Dong Cung (sông Đồng Cùng), ongeveer 36 km lang
- de Bach Nguu (sông Bạch Ngưu), stroom voor 30 km door Ca Mau
- de Muong Dieu (sông Mương Điều), 45 km lang en mondt uit in de Zuid-Chinese Zee

Verder zijn er nog veel rivieren die de bovengenoemde met elkaar verbinden.

## Bevolking
De overwegende etniciteit is de Kinh (người Kinh, etnische Vietnamezen) die 96% ven de bevolking uitmaken. Verder zijn er ook nog Khmer Krom (2,5%) en Hoa (1,5%).

## Districten
Ca Mau telt acht districten: Dam Doi, Ngoc Hien, Tran Van Thoi, Cai Nuoc, U Minh, Thoi Binh, Nam Can en Phu Tan; plus de hoofdstad Ca Mau (stad).

## Verkeer en transport
- Wegennet: De nationale 1A en de 63 gaan naar Ho Chi Minhstad (380 km) en naar Can Tho (180 km). Vanuit de hoofdstad Ca Mau is de Mekongvlakte makkelijke te bereiken.
- Waterwegen: Ca Mau heeft enkele grote rivieren zoals de Bay Hap (sông Bảy Háp), de Ganh Hao (sông Gành Hào), de Doc (sông Đốc), de Trem (sông Trẹm) enzovoorts, die zeer handig zijn voor transport over water naar de Mekongvlakte en naar Ho Chi Minhstad.
- Lucht: De luchtbrug van het vliegveld van Ca Mau naar Ho Chi Minhstad is uitgebreid en zal ervoor zorgen dat de reistijden naar andere provincies en naar Ho Chi Minhstad zullen afnemen. De oude luchthavens in Nam Can (Năm Căn), Hon Khoai kunnen opnieuw in gebruik worden genomen moest de nood daartoe zich ooit voordoen.
- Over zee: Ca Mau heeft de haven van Nam Can (cảng Năm Căn) die een belangrijke haven is in de Mekongvlakte. Hij is gebouwd op een strategisch punt in de zeewegen van Zuidoost-Azië. De haven van Nam Can biedt veel mogelijkheden voor de uitbreiding van het verkeer naar landen in de regio zoals Singapore, Indonesië en Maleisië. Op dit ogenblik bedraagt de capaciteit van de haven meer dan tienduizend ton per jaar.

## Economie
Ca Mau is bezig met de uitbouw van gasindustrie, elektriciteit en productie van kunstmest. Hiervoor is er 289 km pijpleiding in zee en 43 km over land met een capaciteit van twee miljard m³ gas per jaar. Hiernaast plant Ca Mau investeringen in de uitbouw van het industrieterrein van Ho Phong (Hộ Phòng) en wordt er gepland voor een industriepark voor de productie van zeevruchten en voor export.